# Whitesand River (biflöde till Hewitson River)
Whitesand River är ett vattendrag i Kanada.   Det ligger i provinsen Ontario, i den sydöstra delen av landet, 900 km väster om huvudstaden Ottawa. Whitesand River ligger vid sjön Lyne Lake.
I omgivningarna runt Whitesand River växer i huvudsak blandskog. Trakten runt Whitesand River är nära nog obefolkad, med mindre än två invånare per kvadratkilometer.